# Earl Riley
Earl Riley, född 18 februari 1890 i Portland, Oregon, död 17 augusti 1965 i Portland, Oregon, var en amerikansk republikansk politiker. Han var Portlands borgmästare 1941–1949.
Cigarrökande Riley fick utstå hård kritik på grund av den utbredda prostitutionen i staden Portland som dessutom var känd för strippklubbar och hasardspel under hans tid som borgmästare. Utmanaren Dorothy McCullough Lee fick en förkrossande seger i republikanernas primärval efter att hon hade lovat krafttag mot brottsligheten. Riley avled 1965 och gravsattes på Lone Fir Cemetery.